# Supiluliuma I
Supiluliuma I ou Supiluliumas I (em acádio: Suppiluliuma(s) I) foi rei dos hititas que fundou o Novo Reino de ca. de 1 344 até 1 322 a.C. (segundo a cronologia curta). Era filho de Tudália II e irmão de Tudália III. Alcançou fama como um grande guerreiro e estadista, enfrentando com sucesso o então-dominante Império Novo do Egito pelo controle das terras entre o mar Mediterrâneo e o rio Eufrates.

## Família
Supiluliuma I era filho de Tudália II e de Daduépa. Tudália III, seu irmão, havia sucedido o pai após a morte dele, mas foi deposto e sucedido por Supiluliuma. Se casou com Henti e depois com Malignal, filha do rei babilônico Burnaburias II, e teve filhos como Arnuanda II, Telepinu, Mursil II e Zananza.

## Reinado

Império Hitita em sua maior extensão sob Supiluliuma I.

Após a queda do Antigo Reino, Supiluliuma I reformou as falhas da política do governo, reconquistou as cidades perdidas e estendeu seu reinado até a Anatólia, ao norte da Mesopotâmia e às fronteiras do Egito.
Uma das conquistas do rei hitita era Mitani, quando o rei Tusserata havia se aliado ao rei egípcio Amenófis III. Então, Supiluliuma, sabendo disto, aliou-se ao filho do rei de Mitani Artatama II para se rebelar contra o pai. Tusserata quase teve sucesso ao tentar derrotar o rival, mas o faraó Amenófis III, temendo o poder do rei hitita, retirou seu apoio, fazendo com que os hititas destruam Uasucani, capital de Mitani, e Artatana assassinar seu pai e usurpar o trono.

Supiluliuma faleceu por causa de uma praga que veio dos egípcios, após ter mandado o exército hitita invadir o Egito depois do assassinato do filho mais novo Zananza.